# Horní Bezděkov
Horní Bezděkov là một làng thuộc huyện Kladno, vùng Středočeský, Cộng hòa Séc.